# Gétigné
Gétigné est une commune de l'Ouest de la France, située dans le département de la Loire-Atlantique, en région Pays de la Loire. Elle faisait partie des Marches de Bretagne-Poitou, et est située dans le Vignoble nantais. Elle forme avec trois communes contiguës l'unité urbaine de Clisson.
Ses habitants s'appellent les Gétignois et les Gétignoises.

## Géographie

### Localisation
Gétigné est située au bord de la Sèvre nantaise, à 4 km au sud-est de Clisson, 25 km au sud-est de Nantes, 28 km à l'ouest de Cholet, 68 km au sud-ouest d'Angers et à 47 km au nord-est de La Roche-sur-Yon.

### Communes limitrophes
Les communes limitrophes de Gétigné sont Clisson et Boussay en Loire-Atlantique, Sèvremoine  en Maine-et-Loire, Cugand en Vendée. Gétigné occupe en effet une indentation de la Loire-Atlantique entre la Vendée et le Maine-et-Loire.

### Hydrographie
Gétigné est délimitée au sud par la Sèvre nantaise, et sur sa partie ouest par son affluent, la rivière de la Moine. Elle est également traversée par 5 petits ruisseaux comme la Gourbelière.

### Climat
Pour des articles plus généraux, voir Climat des Pays de la Loire et Climat de la Loire-Atlantique.
En 2010, le climat de la commune est de type climat océanique franc, selon une étude du CNRS s'appuyant sur une série de données couvrant la période 1971-2000. En 2020, Météo-France publie une typologie des climats de la France métropolitaine dans laquelle la commune est exposée à un climat océanique et est dans la région climatique  Bretagne orientale et méridionale, Pays nantais, Vendée, caractérisée par une faible pluviométrie en été et une bonne insolation.
Pour la période 1971-2000, la température annuelle moyenne est de 11,9 °C, avec une amplitude thermique annuelle de 14 °C. Le cumul annuel moyen de précipitations est de 791 mm, avec 12,5 jours de précipitations en janvier et 6,3 jours en juillet. Pour la période 1991-2020, la température moyenne annuelle observée sur la station météorologique de Météo-France la plus proche, « Haie-Fouassière », sur la commune de La Haie-Fouassière à 14 km à vol d'oiseau, est de 12,8 °C et le cumul annuel moyen de précipitations est de 858,5 mm,. Pour l'avenir, les paramètres climatiques de la commune estimés pour 2050 selon différents scénarios d'émission de gaz à effet de serre sont consultables sur un site dédié publié par Météo-France en novembre 2022.

### Lieux-dits et écarts
Gétigné possède plus d'une cinquantaine de lieux-dits. Les plus grands sont l'Annerie, Haute-Gente et la Coussaie.

### Voies de communications et transports
Gétigné est desservie par la route départementale 149 et par D 762.
Gétigné est situé à 12 minutes de la RN 249 et à 20 minutes de l'A83.

## Urbanisme

### Typologie
Au 1er janvier 2024, Gétigné est catégorisée petite ville, selon la nouvelle grille communale de densité à sept niveaux définie par l'Insee en 2022.
Elle appartient à l'unité urbaine de Clisson, une agglomération inter-départementale regroupant quatre  communes, dont elle est ville-centre,,. Par ailleurs la commune fait partie de l'aire d'attraction de Nantes, dont elle est une commune de la couronne,. Cette aire, qui regroupe 116 communes, est catégorisée dans les aires de 700 000 habitants ou plus (hors Paris),.

### Occupation des sols
L'occupation des sols de la commune, telle qu'elle ressort de la base de données européenne d’occupation biophysique des sols Corine Land Cover (CLC), est marquée par l'importance des territoires agricoles (82,8 % en 2018), en diminution par rapport à 1990 (84,1 %). La répartition détaillée en 2018 est la suivante : 
zones agricoles hétérogènes (35,5 %), terres arables (27,2 %), prairies (20,2 %), zones urbanisées (7,2 %), forêts (4 %), milieux à végétation arbustive et/ou herbacée (3,6 %), zones industrielles ou commerciales et réseaux de communication (2,3 %). L'évolution de l’occupation des sols de la commune et de ses infrastructures peut être observée sur les différentes représentations cartographiques du territoire : la carte de Cassini (XVIIIe siècle), la carte d'état-major (1820-1866) et les cartes ou photos aériennes de l'IGN pour la période actuelle (1950 à aujourd'hui).

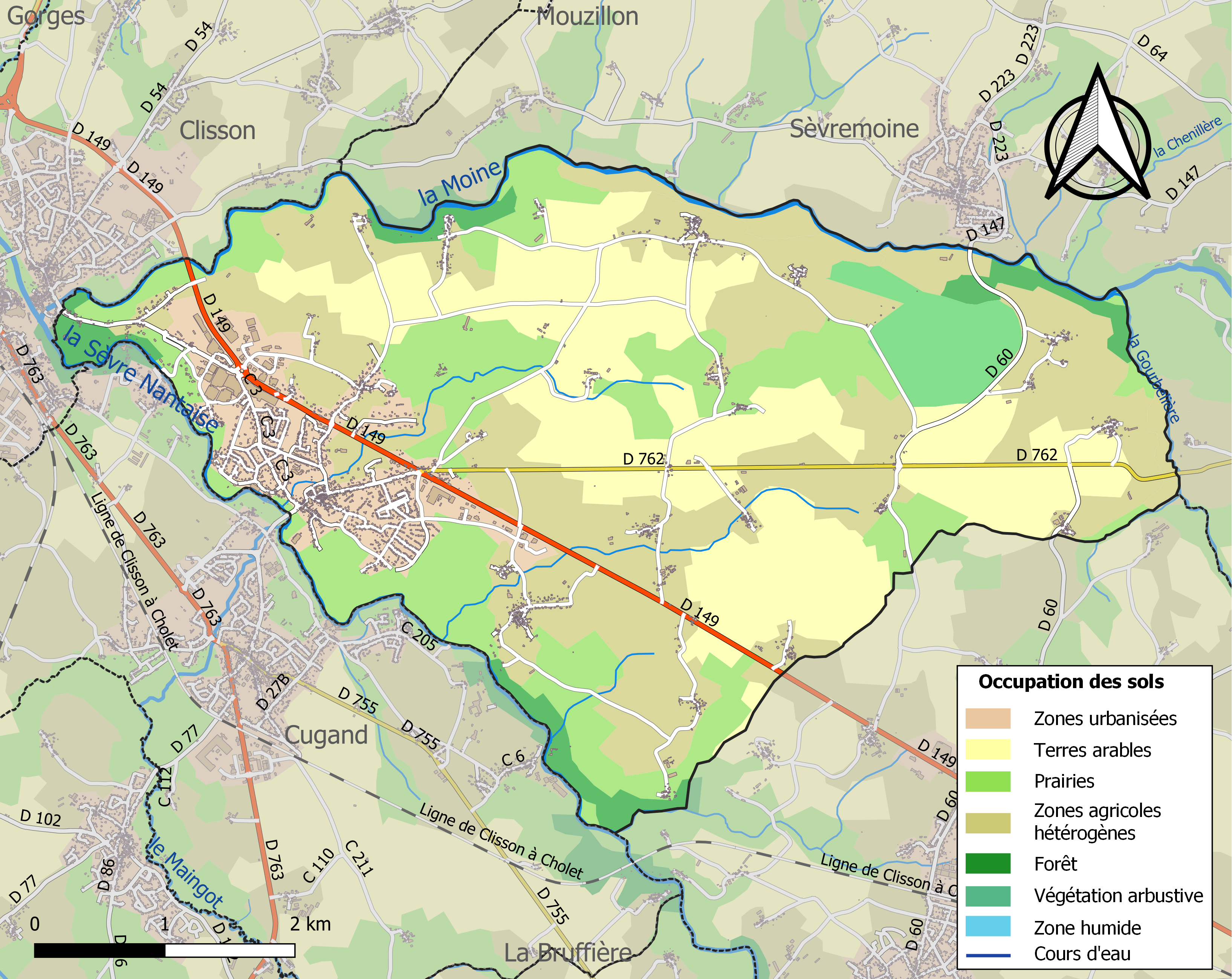
Carte des infrastructures et de l'occupation des sols de la commune en 2018 (CLC).

## Toponymie
Le nom de la localité est attesté sous la forme Gestigne en 1179.
Il s'agit d'un nom de domaine gallo-roman dont la forme primitive était *GESTINIACU, mot composé de l'anthroponyme gaulois ou gallo-romain *Gestius ou Gestinius, suivi du suffixe d'origine gauloise -*INIACU ou *-ACU. Le sens global du toponyme est donc celui de « propriété de *Gestius ou Gestinius ». L'existence du nom de personne tardif Gestinius est indiscutable, un préfet d'Égypte par exemple, est nommé ainsi au VIIe siècle, Petrus Gestinius. En revanche, comme l'indique l'astérisque, *Gestius n'est pas attesté, même si un mot gestlo- ayant le sens d'« otage » est trouvé en gaulois, peut-être s'agit-il du même élément. la forme primitive serait alors du type *GESTLINIACU. En tout cas, le nom de personne gaulois Congeistli (génitif) « otage mutuel » est bien attesté.
Gétigné se trouve sur la limite entre poitevin et gallo. En gallo, son nom s'écrit Jetignë (écriture ABCD) ou Jestniyaé (écriture ELG) et se prononce [zetiɲe] comme en français ou [ ʒətiɲə].
La forme bretonne proposée par l'Office public de la langue bretonne est Yestinieg.

## Histoire

### Antiquité
Pendant l'Antiquité, Gétigné se situe dans le pays des Pictons dans l'Aquitaine seconde.

### Moyen Âge
La paroisse de Gétigné fut fondée au Moyen Âge aux alentours du XIIe siècle. En 1409, Gétigné intègre les Marches Bretagne-Poitou. Sa position de carrefour de l'Anjou, de la Bretagne et du Poitou participe au développement économique et militaire de la paroisse. Les deux rivières Moine et Sèvre virent le développement d’activités liées à l'utilisation de l'énergie hydraulique avec la présence de nombreux moulins.
Dès le Moyen Âge, Gétigné dispose d'une église Sainte Radegonde près d'une abbaye du même nom. Le château de La Roche est édifié par les seigneurs de Clisson (notamment Olivier II) autour du XIVe siècle. Le château est acheté en 1461 par Marguerite d’Orléans, femme de Richard d'Étampes pour son fils, le duc de Bretagne François II.

### Période moderne
Lors de la Révolution, Gétigné fut touchée par les guerres de Vendée. En 1793, les « colonnes infernales » détruisent l’église et les maisons du bourg.
La commune fût également touchée par la Bataille de Torfou en 1793.

### XIXesiècle
La commune sera reconstruite au cours du XIXe siècle. C’est dans les mêmes temps que François-Frédéric Lemot acquiert un domaine qu’il nommera la Garenne Lemot, où l’on trouve une villa de style néo-palladien, œuvre de l'architecte Mathurin Crucy. De nombreux tisserands étaient présents dans la commune. Cette activité déclina à partir de 1860. D'abord restaurée, l'église est reconstruite entre 1867 et 1870.

### Période contemporaine
À la suite du rachat du domaine de la Garenne Lemot par le Conseil général de la Loire-Atlantique en 1968, des activités touristiques sont développées, avec à l'intérieur de la villa, des expositions permanentes et temporaires.

#### Seconde Guerre mondiale
Il y eut un camp de rassemblement d'étrangers sur la commune. Le camp du Grand-Saunier.

## Politique et administration

### Administration municipale
Le conseil municipal de la commune de Gétigné est composé de 21 membres : le maire, 6 adjoints et 14 conseillers municipaux. La mairie se situe rue du Pont Jean Vay.

### Enseignement
La commune de Gétigné est rattachée à l'Académie de Nantes et la commune dispose sur son territoire de l'école Jacques-Yves-Cousteau et de l'école Notre-Dame du Sacré-Cœur.
Les collèges de secteur sont les collèges Cacault (Publique) et Immaculée Conception (privé) de Clisson.
Le lycée de secteur est le lycée Aimé-Césaire.
L'université la plus proche est celle de Nantes.

### Jumelage
Gétigné est jumelée avec :
- Klettgau (Allemagne) depuis 1976, située à 733 km[25].
- Alatri (Italie) depuis 1996, située à 1302 km[25].

## Population et société

### Démographie
Selon le classement établi par l'Insee, Gétigné est une commune multipolarisée. Elle fait partie de l'unité urbaine et du bassin de vie de Clisson et de la zone d'emploi de Nantes. Toujours selon l'Insee, en 2010, la répartition de la population sur le territoire de la commune était considérée comme « peu dense » : 59 % des habitants résidaient dans des zones « intermédiaires », 37 % dans des zones « peu denses »et 3 % dans des zones « très peu denses ».

#### Évolution démographique
L'évolution du nombre d'habitants est connue à travers les recensements de la population effectués dans la commune depuis 1793. Pour les communes de moins de 10 000 habitants, une enquête de recensement portant sur toute la population est réalisée tous les cinq ans, les populations de référence des années intermédiaires étant quant à elles estimées par interpolation ou extrapolation. Pour la commune, le premier recensement exhaustif entrant dans le cadre du nouveau dispositif a été réalisé en 2005.

En 2022, la commune comptait 3 794 habitants, en évolution de +4,78 % par rapport à 2016 (Loire-Atlantique : +6,68 %, France hors Mayotte : +2,11 %).
| 1793  | 1800  | 1806  | 1821  | 1831  | 1836  | 1841  | 1846  | 1851  |
| ----- | ----- | ----- | ----- | ----- | ----- | ----- | ----- | ----- |
| 3 000 | 1 190 | 1 561 | 1 673 | 1 889 | 1 765 | 1 824 | 2 354 | 2 382 |

| 1856  | 1861  | 1866  | 1872  | 1876  | 1881  | 1886  | 1891  | 1896  |
| ----- | ----- | ----- | ----- | ----- | ----- | ----- | ----- | ----- |
| 2 478 | 2 527 | 2 369 | 2 195 | 2 244 | 2 191 | 2 225 | 2 195 | 2 224 |

| 1901  | 1906  | 1911  | 1921  | 1926  | 1931  | 1936  | 1946  | 1954  |
| ----- | ----- | ----- | ----- | ----- | ----- | ----- | ----- | ----- |
| 2 225 | 2 191 | 2 155 | 1 912 | 1 852 | 1 765 | 1 652 | 1 678 | 1 889 |

| 1962  | 1968  | 1975  | 1982  | 1990  | 1999  | 2005  | 2006  | 2010  |
| ----- | ----- | ----- | ----- | ----- | ----- | ----- | ----- | ----- |
| 1 946 | 2 007 | 2 274 | 2 749 | 2 912 | 3 074 | 3 279 | 3 305 | 3 397 |

| 2015  | 2020  | 2022  | - | - | - | - | - | - |
| ----- | ----- | ----- | - | - | - | - | - | - |
| 3 614 | 3 746 | 3 794 | - | - | - | - | - | - |

#### Pyramide des âges
La population de la commune est relativement jeune.
En 2018, le taux de personnes d'un âge inférieur à 30 ans s'élève à 33,7 %, soit en dessous de la moyenne départementale (37,3 %). À l'inverse, le taux de personnes d'âge supérieur à 60 ans est de 25,8 % la même année, alors qu'il est de 23,8 % au niveau départemental.
En 2018, la commune comptait 1 834 hommes pour 1 857 femmes, soit un taux de 50,31 % de femmes, légèrement inférieur au taux départemental (51,42 %).
Les pyramides des âges de la commune et du département s'établissent comme suit.
| Hommes | Classe d’âge | Femmes |
| ------ | ------------ | ------ |
| 0,8    | 90 ou +      | 2,8    |
| 5,8    | 75-89 ans    | 8,6    |
| 16,7   | 60-74 ans    | 16,8   |
| 22,0   | 45-59 ans    | 20,7   |
| 18,9   | 30-44 ans    | 19,4   |
| 15,7   | 15-29 ans    | 13,6   |
| 20,1   | 0-14 ans     | 18,2   |

| Hommes | Classe d’âge | Femmes |
| ------ | ------------ | ------ |
| 0,6    | 90 ou +      | 1,8    |
| 6      | 75-89 ans    | 8,6    |
| 15,1   | 60-74 ans    | 16,4   |
| 19,4   | 45-59 ans    | 18,8   |
| 20,1   | 30-44 ans    | 19,3   |
| 19,2   | 15-29 ans    | 17,4   |
| 19,5   | 0-14 ans     | 17,6   |

## Économie

### Emploi
En 2006, on comptait 77,2 % d'actifs (dont 5,8 % de chômeurs), 7,2 % de retraités, 8,8 % de jeunes scolarisés et 6,8 % de personnes sans activité.
| Type d'emploi               | Agriculteurs | Artisans, commerçants, chefs d'entreprise | Cadres, professions intellectuelles | Professions intermédiaires | Employés | Ouvriers |
| --------------------------- | ------------ | ----------------------------------------- | ----------------------------------- | -------------------------- | -------- | -------- |
| Gétigné                     | 28           | 52                                        | 145                                 | 331                        | 403      | 597      |
| Sources des données : Insee |              |                                           |                                     |                            |          |          |

### Activités
Les activités y sont surtout industrielles, commerciales et agricoles. Gétigné dispose de deux parcs d'activités :
- Parc d'activités du Fief du Parc ;
- Parc d'activités de Recouvrance.

On y trouve une activité viticole avec la production de Muscadet (AOC).

### Ancienne mine d'uranium
Une mine d'uranium a été exploitée sur le site de l'Écarpière jusqu'en 1990. Le site contient 11,2 millions de tonnes de résidus qui émettent 85 fois la radioactivité normale. Des mesures effectuées en 2007 par la CRIIRAD révèlent un taux de radioactivité anormal sur le parking de la carrière. Pour réhabiliter le site, Areva envisage d'y créer un parc dédié aux énergies renouvelables. Celui-ci s'étale sur plus de 40 000 mètres carrés et produit en électricité la consommation d'une ville de 3 500 habitants.
Un teknival rassemblant des sound system de Bretagne et Pays de la Loire a eu lieu dans ces anciennes mines les 29, 30 et 31 mai 2014 rassemblant près de 10 000 personnes sur les trois jours, à noter qu'il n'y eut aucun incident particulier.

## Vie locale
Gétigné dispose d'un bureau de poste, d'une bibliothèque municipale (la bibliothèque des Ch@nges), d'une salle municipale (l'Espace Bellevue) et d'une ADMR (Aide à domicile en milieu rural). Un sentier pédestre, « le Circuit du vieux chemin Royal », est accessible sur la commune.

### Santé
Pour les soins, la commune possède notamment quatre médecins ainsi que plusieurs praticiens (kinésithérapeutes, orthophoniste, diététicien). Il y a aussi une pharmacie, un infirmier et trois dentistes. Une maison de retraite La résidence des 3 clochers accueille les personnes âgées.

### Écologie et recyclage
La Communauté de Communes de la Vallée de Clisson gère la collecte de la commune. Il y a une collecte hebdomadaire des ordures ménagères. Une collecte des ordures issues du tri sélectif a lieu deux fois par mois. La déchèterie dont dépend la commune se situe au lieu-dit « Les Roussinières » dans la commune même.

### Sports
Gétigné accueille une quinzaine d'associations sportives. Il y a un complexe sportif comprenant notamment une salle omnisports, et des terrains de football.
Le Football Club Gétigné-Boussay est le club de football la commune issu de la fusion du club voisin du SS Boussay avec l'US Gétigné en 2019. L'ancien professionnel nantais Raynald Denoueix a entraîné le club entre 1979 et 1982.

### Culture
Le comité des fêtes de Gétigné (Get'Fête) organise tous les ans le week-end précédant les cérémonies du 14 juillet, Les Feux de Gétigné. Cet événement attire chaque année entre 3 000 et 4 000 personnes. Plusieurs groupes ont partagé la scène depuis sa création en 2005 notamment Rue de la Gouaille, Sangria Gratuite, Leni, Marad'jah, Ma Valise. Pour l'édition 2010, la programmation a offert sur scène Les Caméléons, Santa Macairo Orkestar et Magenstria. Les Feux de Gétigné sont ouverts à tous et gratuit.

### Cultes
La paroisse catholique Sainte-Marie Du Val De Sèvre regroupe les communautés de Boussay, Clisson, Gétigné, Gorges, Saint-Hilaire-de-Clisson, Monnières et Saint-Lumine-de-Clisson.

## Patrimoine et culture locale

### Lieux et monuments

#### Demeures et châteaux

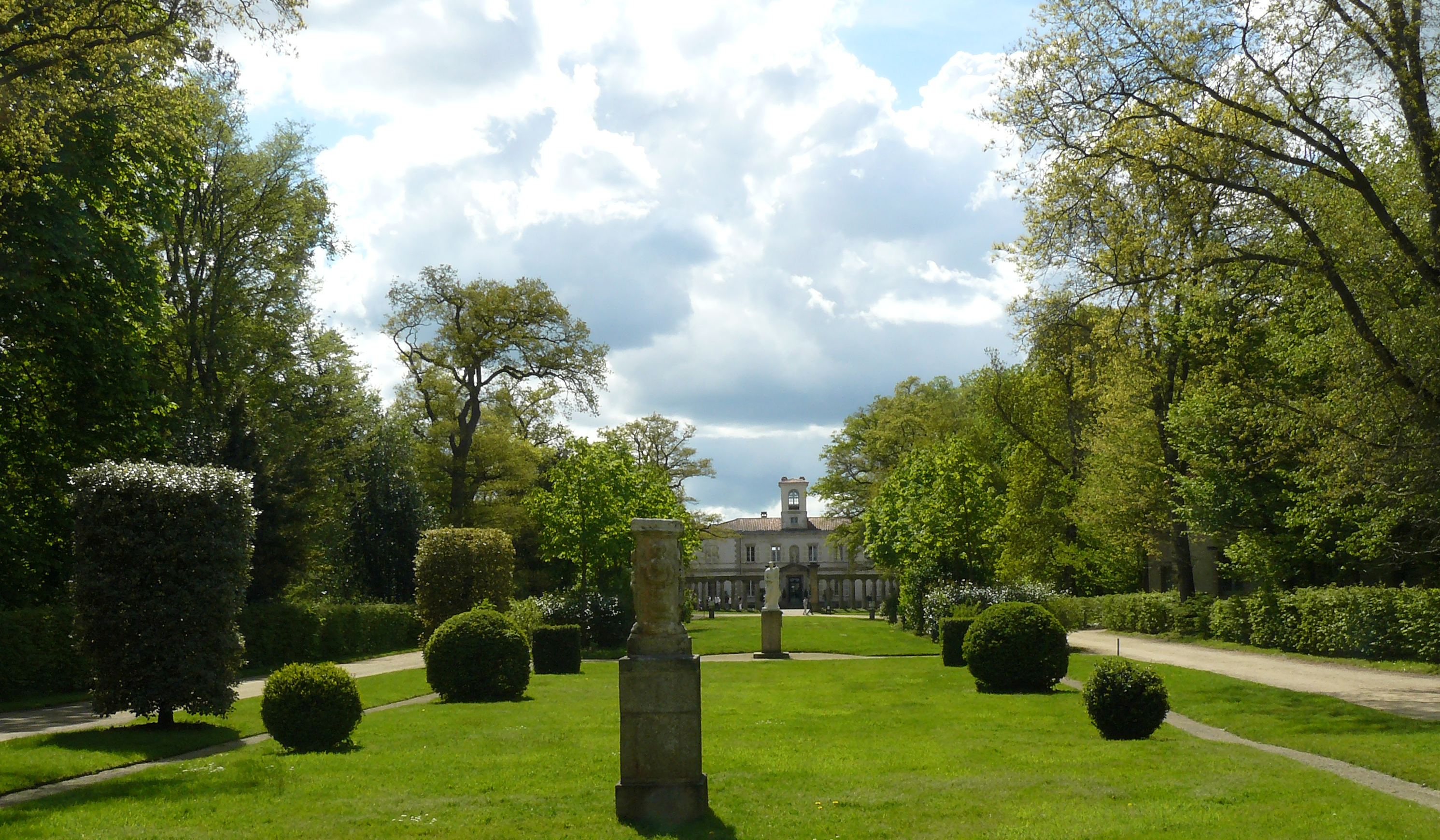
La Garenne Lemot à Gétigné.

La Garenne Lemot, parc pittoresque, créé entre 1811 et 1815 par le sculpteur François-Frédéric Lemot et l'architecte Mathurin Crucy, pour le compte des frères Pierre et François Cacault qui furent à l'origine de la reconstruction de Clisson après la Révolution. 
La « Maison du Jardinier », qui se situe à l'entrée du parc, fut le premier édifice italianisant érigé dans le pays clissonnais. Celui-ci empruntait alors les formes architecturales et de matériaux de construction, aux demeures d'Ombrie et de Toscane.
La villa, une loggia de style néo-palladien, se trouvant au fond du parc, est plus récente, elle fut édifiée à partir de 1824. Le domaine de 13 ha est aménagé à l'anglaise. On y trouve des fabriques de jardin qui ont été réalisées entre 1818 et 1823. Elles se composent d'une chapelle funéraire transformée en temple de l'amitié par adjonction de quatre colonnes formant un péristyle, d'un obélisque elle aussi construite par Mathurin Crucy et de la colonne Henri IV située sur la hauteur due à François-Frédéric Lemot.
En 1968, les descendants de Lemot vendirent le domaine au conseil général de Loire-Atlantique. Le domaine a accueilli le FRAC (Fonds Régional d'Art Contemporain) dans ses locaux entre 1988 et 1994. Depuis, une collaboration entre les deux institutions existe : le FRAC expose chaque année dans la villa de la Garenne, qui accueille aussi d'autres expositions annuelles comme celle de la Casa de Velasquez de Madrid, suivant ainsi les vœux de François Frederic Lemot qui voulait que son parc se substitue à l'Italie dans la formation des artistes et que sa villa accueille de jeunes artistes.
Le domaine fait, à partir de 1969, l'objet de mesures de protections au titre des monuments historiques : la villa et le temple de Vesta (inspiré de celui de Tivoli) sont inscrits en 1969, auxquels s'ajoutent la colonne d'Henri IV et le parc qui l'entoure en 1986. Par arrêté du 14 mars 1988, l'ensemble du parc et ses fabriques, l'extérieur de la villa et de la maison du jardinier sont classés au titre des monuments historiques, ainsi que les extérieurs du temple de l'Amitié et l'obélisque sur la rive gauche. En 2000, la maison du portier, dernier bâtiment non protégé, est classée.
- Vestiges du château de La Roche édifié par les seigneurs de Clisson entre le XIVe et le XVe siècle.

#### Patrimoine religieux

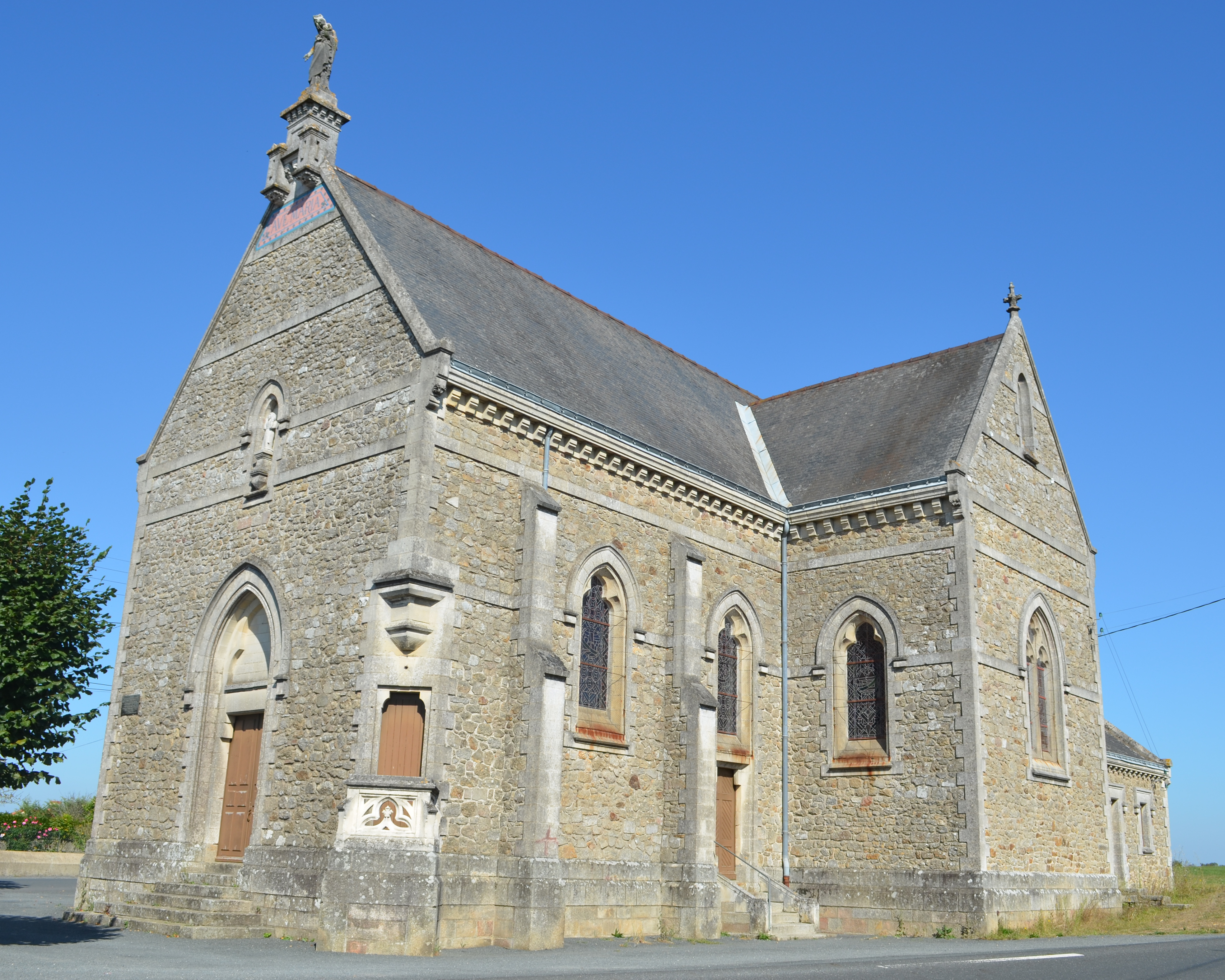
Chapelle Notre-Dame de Toutes Joies.

- L'église Sainte-Radegonde puis Saint-Sébastien (XIXe siècle) qui renferme un ostensoir en argent doré et émail peint poinçonné « A.G, Augsbourg 1769 1771 »[42].
- La chapelle Notre-Dame de Toutes Joies, plusieurs fois détruite, reconstruite au XIXe siècle.
- La chapelle Sainte-Anne à l'Annerie  (1908).
- La chapelle Notre-Dame de Recouvrance (1913-1919) possède un bas-relief, sculpture en albâtre du XVe siècle, objet classé le 28 juin 1962[43].

#### Autre patrimoine
- Moulins à eau et chaussées ; avec notamment les moulins de Fouques (XVIe siècle), Breil (XVIe siècle) et Persimon (XVIe siècle). La présence de nombreux moulins témoigne de l'activité meunière sur la commune.
- Grottes ; avec la Grotte d'Héloïse située a la Garenne Lemot.
- Canon du vaisseau de ligne Le Juste; coulé en 1759 dans l’embouchure de la Loire, lors de la bataille des Cardinaux, il est remonté et offert à la commune en 1969[44]. Le canon est actuellement exposé derrière l'espace Bellevue.

### Héraldique
| Blason | Blasonnement : De gueules à un épi de blé posé en pal, adextré de trois autres épis tigés, ployés l'un sur l'autre, les quatre croisant leurs tiges en nombril ; senestré de trois navettes en barre, posées 2 et 1, la première tarée de profil, sa gorge de chasse tournée vers le chef ; la seconde vue par-dessus, sa canette nourrie ; la troisième mouvant du centre, retournée, ses deux lumières ajourées du champ. De la canette de la seconde navette essort un fil passant sous la troisième navette, formant une boucle autour des tiges d'épis de blé et joignant la pointe de la quatrième tige à senestre, le tout d'or ; au chef cousu de sable chargé de cinq mouchetures d'hermine d'argent. Commentaires : Blason sculpté sur une voûte de l'église (XIXe siècle). Les mouchetures d'hermine évoquent le blasonnement d'hermine plain de la Bretagne, rappelant l'appartenance passée de la ville au duché de Bretagne. |

## Personnalités liées à la commune
- François-Frédéric Lemot (1771-1827) y a créé la Garenne Lemot (située sur la commune).
- Les seigneurs de Clisson y ont édifié le château de la Roche et ont eu une activité sur la commune.
- Fleur Albert[réf. nécessaire] (née le 17 mai 1972) est une réalisatrice française née sur la commune.
- Jean-Louis Vincendeau (né en 1949) est un enseignant français né à Gétigné.
- Alphonse Lotz-Brissonneau est un industriel français mort le 4 septembre 1921 à Gétigné.